# Sarcophaga benshiensis
Sarcophaga benshiensis är en tvåvingeart som beskrevs av Hsue 1979. Sarcophaga benshiensis ingår i släktet Sarcophaga och familjen köttflugor. Inga underarter finns listade i Catalogue of Life.